# Granducato di Cracovia
Il Granducato di Cracovia fu creato a seguito dell'annessione della Città Libera di Cracovia all'Austria nel periodo 1846. Granduca di Cracovia era solo in realtà una parte del titolo ufficiale dell'Imperatore d'Austria nel periodo dal 1846 al 1918.

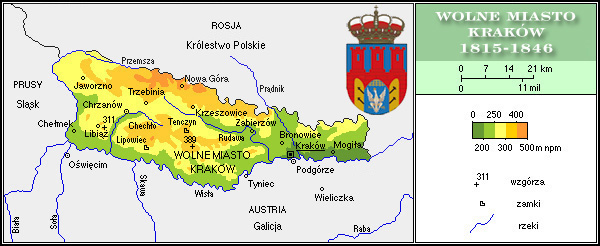
Mappa della città libera di Cracovia (fine 1800)

In seguito, il nome ufficiale dell'entità amministrata dall'Austria, che conteneva la Galizia e alcune aree della polacche a ovest, fu esteso a Regno di Galizia e Lodomiria e Granducato di Cracovia con i Ducati di Auschwitz e Zator.
La Città Libera di Cracovia era un protettorato, anche se formalmente indipendente, come deliberato nel Congresso di Vienna nel 1815, sotto l'influenza di Prussia, Austria e Russia. Con la rivolta di Cracovia, fu poi annessa all'Impero austriaco il 6 novembre 1846, e prese il nome di Granducato di Cracovia. La Città Libera era solo ciò che era rimasto del Ducato di Varsavia dopo le spartizioni della Polonia tra i tre stati.
Ognuno dei territori della Galizia, Lodomiria, Cracovia, Auschwitz e Zator era formalmente separato dagli altri, e venivano elencati separatamente nei titoli dell'imperatore austriaco; ognuno di essi aveva la propria bandiera e il proprio stemma. Per gli scopi amministrativi, invece, costituivano un'unica provincia.